# 人性记录
《人性记录》（英語：或），又译作《埃奇威尔爵士之死》或《不祥的宴会》，是阿加莎·克里斯蒂撰写的一部推理小说。主角有赫尔克里·波洛、黑斯廷斯上尉和贾普警督。

## 故事情节
波洛和黑斯廷斯在剧院观看了一场由女演员卡洛塔·亚当斯带来的精彩表演，卡洛塔将另一位女演员简·威尔金森（埃奇韦尔男爵夫人）模仿得惟妙惟肖，更获得了对方的欣赏。当波洛和黑斯廷斯在餐厅上再次见到简时，简正在吹嘘他与埃奇韦尔男爵的离婚计划。她是一个绝对自我中心的人，为了嫁给莫顿公爵她必须和埃奇韦尔男爵离婚，然而男爵却拒绝同她离婚。于是她请求波洛去说服她的丈夫离婚。她甚至扬言，如果男爵不肯离婚，她便坐上出租车——把他干掉！
波洛将简的意见告诉男爵，公爵欣然同意，而且居然说自己早就写信答应了离婚。而简却没有收到这封信。
这天晚上，男爵被人杀死——更有人目击简在男爵府上、直接进入男爵共的书房！而简却有不在场证明，她当时正出席宴会，有许多社会名流替她作证。看起来，似乎是其他人杀害了男爵并且要嫁祸在简头上......
第二天，卡洛塔死在家中，而波洛在却她的包里发现了她化妆成简所需要的假发等物品。难道是卡洛塔杀害了男爵？可是她又为何被人谋杀？
紧张的调查中，第三起命案很快发生——唐纳德·罗斯——命案当晚的宴会中的一位客人——也被凶手灭口......
凶手究竟是谁？是必须离婚的简·威尔金森，是继承男爵爵位的纨绔子弟罗纳德·马什上尉，是活在压抑中的男爵的女儿杰拉尔丁·马什，是曾经深爱简的男演员布赖恩·马丁，还是上流人士默顿公爵？
用他脑中的灰色细胞尽快破案......

## 影视改编
电影
- 英国   
  - Lord Edgware Dies 人性记录，1934
  - Lord Edgware Dies人性记录, 2000
- 美国   
  - Thirteen at Dinner 死亡晚宴，1985